# Legio XX Valeria Victrix
Legio XX Valeria Victrix (XX Легіон Валерія Переможний) — римський легіон. Походження назви Valeria за однією з версій є латинським перекладом сабінського імені Nero, фамільного імені Тіберія (Тиберій Клавдій Нерон), як справжнього засновника легіону; за іншою — на честь свого легата — Марка Валерія Мессали Мессаліна, з яким звитяжно бився в Ілліріку.

## Історія
Створений у 31 році до н. е. Октавіаном. Згодом перебазовано до Іспанії, де в 29-19 роках до н. е. легіон брав участь у Кантабрійських війнах. У 20 році до н. е. вексиляріїв відправлено до м. Бурнум (сучасне Кістан'є) в провінції Далмація. Більша частина розташовувалася у провінції Тарраконська Іспанія. У 6 році н. е. переправлено до Іллірику, імператор Август планував задіяти його проти маркоманів на чолі із Марободом. Проте в цей час розпочалося іллірійське повстання. Під командуванням Валерія Мессаліна, легіон спочатку зазнав поразки, але потім влаштував страшну різанину ворогам. Мессалін отримав з цієї нагоди консульські відзнаки. Взимку 9-10 року після поразки Публія Квінтілія Вара його було спрямовано до провінції Нижня Германія, де і знаходився у військовому таборі в Жертовнику Убіїв (Ara Ubiorum, сучасне м. Кельн) до 14 року н. е.
Зі сходженням на трон імператора Тиберія легіон разом з іншими підрозділами повстав проти нового правителя, проте сум'яття було заспокоєно Германіком. Після цього до 16 року брав участь у походах проти германських племен під загальною орудою Авла Цецини Севера. У 21 році під командуванням Торквата Новеллія Аттіка брав участь у придушенні повстання галльських племен андакавів та туронів. З 30 року легіон таборився у м. Новезії (сучасне м. Нейсс), а вексилярії в Колонія Клавдія Ара Убіорум.
У 39 році за наказом імператора Калігули був учасником походу проти германців-хаттів. У 43 році — в складі армії під командуванням Авла Плавтія переправився до Британії, де діяв проти племен бриттів, сприяючи підкореню острова. Звитяжив під час захоплення Камулодуна (сучасне м. Кольчестер), столиці племені тринобатів. Ветерани легіону розміститили у Камулодуні, що перетворено на Колонію Переможну. Більша частина легіону у складі армії Публія Осторія Скапули рушила проти ордовиків та сілурів на чолі із Каратаком, бої з яким тривали з 51 року.
У 57 році легіон отаборився в м. Уск (сучасний південний Уельс). У 60-61 роках звитяжив під час придушення повстання Боудіки у складі військ Светонія Пауліна, за що легіон отримав своє прізвище. У 65 році підрозділ переміщено до Віроконій. У 69 році підтримав Вітеллія у боротьбі за владу, відправивши частину легіону тому на допомогу. Ці сили брали участь у другій битві при Бедріаку, де вітелліанці зазнали поразки від армії Веспасіана.
З 70 року підпорядковано проконсулу Гнеею Юлію Агріколі. У 78-84 роках бився проти повсталих племен ордовиків, сілурів та бригантів. У 83 році вексиляріїв відправлено до Монгутіаку, де бився проти хаттів. У 84 році розташувався в Пінната Кастрі біля річки Тей, звідки перейшов до табору Дева (сучасне м. Честер). Тут забезпечував порядок в області ордовиків (сучасний північний Уельс). Водночас легіонери займалися зведенням фортів, цегляних майстерень, мостів та шляхів. Тут він перебував більшу частину існування Римської імперії.
За наказом імператора Адріана в 122–125 роках брав участь у зведенні Адріанова валу. З 139 до 142 рік легіонерів було задіяно при створенні валу Антоніна у Каледонії (південна Шотландія). У 155–158 роках придушував повстання на півночі провінції Британія. У 180-х роках був учасником придушення повстання галльських племен в Арморіці.
У 193 році підтримав Клодія Альбіна. В 197 році брав участь у вирішальній битві під Лугдуном з армією Септимія Севера, проте легіон разом з іншими підрозділами Клодія зазнав поразки. Після цього повернуто до табору Дева. У 208–211 роках під орудою імператора Севера воював проти піктів та скоттів. Після смерті Септимія Севера від імператорів Каракалли та Гети легіон отримав прізвисько Антоніана. За цих імператорів легіон відповідав за захист Адріанового валу та зміцнення прикордонних фортів. За імператора Олександра Севера змінив прізвище на Северіана, а при Гордіані III — Гордіана, Деції — Деціана.
У 255 році частина легіону переміщена на Рейнський кордон, а у 260 році — до Паннонії. За наказом імператора Галлієна більша частина легіону розмістилася у Монгутіаку (сучасне м. Майнц). Цей імператор також карбував ім'я цього легіону на своїх монетах. Проте у 261 році легіон перейшов на бік Постума, засновника Галльської імперії. Легіон повертається до Британії. Емблема легіона присутня на монетах Вікторина, правителя Галльської імперії.
У 274 році він знову перебував на службі римського імператора — Авреліана. За наказом останнього разом з іншими підрозділами сприяв посиленню валу Адріана та захисту кордонів Британії. В 286–297 роках був на боці узурпаторів Караузія та Аллекта, що оголосили себе імператорами у Британії. Після цього у складі армії імператора Констанція I Хлора бився проти племен піктів. У 306 році підтримав сина Костянтина  у боротьбі за владу.
Список почесних посад (Notitia Dignitatum) 395 року вже не згадує про цей легіон.